# Mermaid Melody Pichi Pichi Pitch Pure
Mermaids Melody: é a segunda temporada do anime Mermaid Melody Pichi Pichi Pitch, baseado no mangá homónimo criado por Michiko Yokote (横手 美智子, Yokote Michiko) e ilustrações feitas por Pink Hanamori (花森 ぴんく, Hanamori Pinku). A história desta temporada foi baseada nos capítulos 21 ao 30 do mangá. A série foi produzida pelos estúdios SynergySP e Actas e exibida no Japão nos canais TV Aichi e TV Tokyo Network entre 3 de abril até 25 de dezembro de 2004 e em Portugal a série foi transmitida pelo Panda Biggs em janeiro de 2010, mais tarde, foi reemitida no Canal Panda.

## Enredo
Sara havia perdoado Taro Mitsuki pelos erros que cometeu no passado (seu ódio por ele desapareceu e sua Pérola preta voltou a cor laranja). No entanto, se apaixona por Gaito, e decide partilhar seu destino com o de Gaito por tudo que ele tinha feito por ela. Depois disso, ela decidiu confiar sua Pérola Laranja para Lúcia e morrer com Gaito quando o castelo estava afundando, mas o seu espírito permanece. O mundo marinho volta ao normal, mas com uma Princesa Sereia a menos.
Então Lúcia por pedido de Sara leva a Pérola laranja ao "cemitério" do seu reino para que nasça Seira, a nova Princesa Sereia da Pérola Laranja e do Oceano Índico, que por enquanto é só um espírito que aparece nos sonhos de Lúcia. Para Seira nascer, seu coração deve se fundir com a Pérola Laranja. No entanto, pouco antes disso acontecer, seu coração é roubado por um anjo chamado Michel. Lúcia junto com suas amigas Hanon Hosho e Rina Toin e com a ajuda de Coco, Karen e Noel devem recuperar os fragmentos da alma de Seira, mesmo tendo que enfrentar um inimigo terrível.
Por outro lado, Kaito e Lúcia sentem se amam demais, e logo Kaito finalmente descobre que ela é a sereia que o salvou do acidente de barco há sete anos. Mas eles estão prestes a serem separados mais uma vez, porque Kaito ainda quer investigar mais sobre o Havaí. No entanto, um suposto acidente de surf faz com que todas as suas memórias desapareçam. Ele é encontrado e tratado por uma garota chamada Mikaru Amagi, que se apaixona por ele. Lúcia deve lidar com este choque e tentar deixá-lo recordar de pelo menos algumas de suas memórias, especialmente dele.
Nesta temporada também mostra a história amorosa de Hanon. Hanon rejeita um pretendente, Nagisa Shirai, mas encontra um novo amor com ele após a sua química com seu professor de música, Taro Mitsuki, que termina em decepção. E Rina com o seu amor inesperado Masahiro Hamazaki
Nesta temporada aparecem novas vilãs, incluindo o regresso de algumas personagens anteriores da série. Também são incluídas novas canções dos vilões e novas canções das Princesas Sereias, junto com as canções anteriores.

## Diferenças entre o mangá e o anime
- O anime é mais infantil que o mangá. No anime foram mudadas várias cenas. No mangá, quando Mikaru começa a se despir para que Kaito não vá com Lúcia, no anime ela apenas dança em volta dele. Quando Lúcia toma banho na casa de Kaito e ele encontra ela na banheira, a cena no mangá é muito mais provocativa.
- As cenas são muito menos violentas, especialmente com as mortes sangrentas das Irmãs Beleza Negra, Lady Bat, Lanhua e Alala. O manga é muito mais violento e sangrento, enquanto no anime quando um personagem morre, mostram uma luz.
- Quando Mikaru se une com Michel e ele a absorve, ela aparece completamente nua e isso pode ser visto perfeitamente no mangá. No anime incorporaram um efeito transparente de nudez.
- No anime Kaito recupera a memória muito mais tarde do que no mangá.
- O anime contém muitos episódios fillers.
- No mangá foi afirmado que Lady bat é oficialmente um rapaz vestido como mulher, enquanto no anime se parece mesmo com uma mulher, embora foi afirmado que ele é um garoto jovem. Tal como às vezes aparece vestido com roupa do sexo masculino e outro refere-se com seu "amor" pelas inimigas.
- No mangá Nikora é proprietária de águas termais, no anime é proprietária de um hotel.
- No final da temporada, Karen, Noel e Coco têm muito mais destaque no mangá do que no anime.

## Episódios
- Episódio 01 - A Manhã da Partida
- Episódio 02 - Para Além do Horizonte
- Episódio 03 - Melodia Triste
- Episódio 04 - Felicidade Premeditada
- Episódio 05 - Maestro
- Episódio 06 - O Jovem
- Episódio 07 - Coração Roubado
- Episódio 08 - À Beira das Recordações
- Episódio 09 - Estudo Sobre o Amor
- Episódio 10 - Sentimentos que Perduram
- Episódio 11 - Os Sentimentos do meu Irmão
- Episódio 12 - O Búzio de Prata
- Episódio 13 - O Segredo do Meu Namorado
- Episódio 14 - Vozes da Obscuridade
- Episódio 15 - Oração dos Sete Mares
- Episódio 16 - O Verão já Chegou! Para as Seis!
- Episódio 17 - Fogos de Artificio de uma Noite de Verão
- Episódio 18 - A Gruta dos Desejos
- Episódio 19 - Uma Canção Especial
- Episódio 20 - Detectives Românticas
- Episódio 21 - Um Intruso Romântico
- Episódio 22 - O Ladrão de Recordações
- Episódio 23 - Coração dos Corações
- Episódio 24 - O que mais Quero
- Episódio 25 - Amor Divino
- Episódio 26 - Estreia de uma Estrela
- Episódio 27 - Irmãs Divididas
- Episódio 28 - O Jardim de Seira
- Episódio 29 - A Tristeza das Servas
- Episódio 30 - Abraça-me...
- Episódio 31 - A Última Carta de Amor
- Episódio 32 - A Memória Perdida no Mar
- Episódio 33 - Coração Confuso
- Episódio 34 - Tentação Branca e Emplumada
- Episódio 35 - Não Digas Adeus...
- Episódio 36 - À Beira do Desespero
- Episódio 37 - Rumo ao Castelo do Céu...
- Episódio 38 - A Batalha da Noite Sagrada
- Episódio 39 - Para Além de um Sonho[1]

## Elenco de dublagem
| Personagens       | Seiyūs Japão       | Portugal                                 |
| ----------------- | ------------------ | ---------------------------------------- |
| Lúcia Nanami      | Asumi Nakada       | Ana Vieira                               |
| Hanon Hosho       | Hitomi Terakado    | Carla Garcia                             |
| Rina Toin         | Mayumi Asano       | Bárbara Lourenço                         |
| Seira             | Eri Kitamura       | Carla Garcia                             |
| Mikaru Amagi      | Eri Kitamura       | Sandra de Castro                         |
| Rihito Amagi      | Takahiro Mizushima | Sérgio Calvinho                          |
| Nagisa Shiroi     | Chihiro Kusaka     | Sofia Brito                              |
| Masahiro Hamasaki | Kiyotaka Furushima | Sérgio Calvinho                          |
| Miguel            | Junko Minagawa     | Tiago Caetano Sérigio Calvinho (canções) |
| Fuku              | Sanae Kobayashi    | Ana Vieira                               |
| Criador           | Hajime Iijima      | Sérgio Calvinho                          |
| Lady Bat          | Sanae Kobayashi    | Sofia Brito                              |
| Lanhua            | Megumi Kojima      | Sandra de Castro                         |
| Alala             | Masayo Kurata      | Bárbara Lourenço                         |

## Banda sonora

### Temas de abertura e encerramento
| Abertura | (Before the Moment)1 (lit. Antes do Momento)          | Eri Kitamura                                 |
| Encerramento | 愛の温度℃ (Ai no Ondo °C)1 (lit. Temperatura do Amor) | Asumi Nakata, Hitomi Terakado e Mayumi Asano |
| Notas: 1. A abertura e o encerramento não foram dobradas ao português, mas foram emitidas as imagens intactas juntamente com o áudio da primeira abertura e encerramento em Portugal. |                                                       |                                              |

### Canções
| Sombra Negra1 (闇のBAROQUE―バロック―, Yami no BAROQUE) | Sheshe e Mimi                                                                     |
| Na Escuridão (暗黒の翼, Ankoku no Tsubasa) | Lady Bat                                                                          |
| Melodia Azul (水色の旋律, Mizuiro no Senritsu) | Hanon Hosho                                                                       |
| Eterno Amor (Piece of Love) | Rina Touin                                                                        |
| Emoção (MOTHER SYMPHONY) | Lúcia Nanami, Hanon Hosho e Rina Touin                                            |
| Flor de Lanhua (花と蝶のセレナーデ, Hana to Chou no Serenade) | Lanhua                                                                            |
| Esta Bela História que Sabemos que um Dia Iremos Viver (七つの海の物語〜Pearls of Mermaid〜, Nanatsu No Umi No Monogatari ~Pearls of Mermaid~) | Lúcia Nanami, Hanon Hosho e Rina Touin                                            |
| Irás por fim, Ficar junto a mim2 (Star☆メロメロHeart) | Arara                                                                             |
| Vou dar-te Força e Coragem (Beautiful Wish) | Seira                                                                             |
| Podes ser o tu Que Quiseres! Oh Yeah! (Oh Yeah! Alala) | Arara                                                                             |
| Regresso a Solidão (Mi翼を抱いて, Tsubasa wo Daite) | Miguel                                                                            |
| O Meu Sonho não Chegou a Realidade3 (明日が見えなくて, Ashita ga Mienakute) | Mikaru Amagi                                                                      |
| Vou Estar ao teu Lado (Birth of Love) | Seira                                                                             |
| Vamos os dois Poder Sonhar e Acreditar no Nosso Amor (希望の鐘音〜Love goes On〜, Kibou no Kaneoto ~Love goes On~) | Lúcia Nanami, Hanon Hosho, Rina Touin, Karen, Noel, Coco, Seira e Rainha da Água. |
| Notas: 1. Baroque (lit. Barroco) também pode se referir a uma pérola quebrada ou de formato irregular, em relação as pérolas das Princesas Sereias. 2. MeroMero significa "loucamente apaixonado". 3. A canção "Ashita ga Mienakute" poderia ser considerada um trecho de "Tsubasa wo Daite", apesar de sua menor duração, tem o mesmo coro na música e sua parte final é idêntica. |                                                                                   |

- A canção "Birth of Love" muitas vezes é confundida com "Beautiful Wish", mas não são as mesmas canções, Beautiful Wish foi a primeira canção que Seira cantou na série e Birth of Love foi a última.